# 5591 Koyo
5591 Koyo este un asteroid din centura principală de asteroizi.

## Descriere
5591 Koyo este un asteroid din centura principală de asteroizi. A fost descoperit pe 10 noiembrie 1990 la Oohira de Takeshi Urata. El prezintă o orbită caracterizată de o semiaxă mare de 2,78 ua, o excentricitate de 0,08 și o înclinație de 4,2° în raport cu ecliptica.